# Amphipoea castanea
Amphipoea castanea är en fjärilsart som beskrevs av Heydemann 1931. Amphipoea castanea ingår i släktet Amphipoea och familjen nattflyn. Inga underarter finns listade i Catalogue of Life.